# Aglaia exstipulata
Aglaia exstipulata är en tvåhjärtbladig växtart. Aglaia exstipulata ingår i släktet Aglaia och familjen Meliaceae.

## Underarter
Arten delas in i följande underarter:
- A. e. brunneostellata
- A. e. exstipulata